# New Hope, Alabama
New Hope je mesto, ki se nahaja v okrožju Madison v ameriški zvezni državi Alabama.
Leta 2000 je naselje imelo 2.539 prebivalcev na 22,9 km².